# Stay young
『stay young』（ステイ・ヤング）はthe★tambourinesの4枚目のシングル。

## 内容
TBS系「王様のブランチ」エンディングテーマで、初めてタイアップを獲得した作品。1枚目のアルバム「my back pages」の先行シングル。

## 批評
CDジャーナルは「刻まれるリズムの重さが加わり暗めの雰囲気を醸すが、サビに入る瞬間でつき抜けるメロディのポップさがはじけてくれる」と評した。

## 収録曲
1. stay young
作詞：松永安未　作曲・編曲：徳永暁人
2. call me, call me
作詞・作曲：松永安未　編曲：古井弘人
3. stay young（digiam-box）
4. stay young（inst.）

## レコーディング参加
- 徳永暁人 - ギター、コーラス